# Renée Ferrer de Arréllaga
Renée Ferrer de Arréllaga (Asunción, 29 de mayo de 1944) es una poeta, novelista, autora de cuentos infantiles y dramaturga paraguaya.

## Carrera
Empezó a publicar sus primeros poemas en el periódico del Colegio Internacional de Asunción.  Se doctoró en Historia en la Universidad Nacional de Asunción, con su tesis “Desarrollo Socio-Económico del Núcleo Poblacional Concepcionero”. Miembro fundador de la Sociedad de Escritores del Paraguay, de Escritoras Paraguayas Asociadas, del  PEN Club del Paraguay y de la Asociación de Literatura Infante-Juvenil del Paraguay, pertenece al Instituto Paraguayo de Investigaciones Históricas,  actualmente integra el  Consejo de la Alianza Francesa y es Secretaria General de la Academia Paraguaya de la Lengua Española y miembro correspondiente. En noviembre de 2003 ha recibido la condecoración “Caballero de la Orden de las Artes y las Letras”, otorgada por el Ministro de la Cultura y de la Comunicación de Francia. Fue Presidenta de la Sociedad de Escritores del Paraguay durante el periodo 1998-1999, durante el cual se fundó el sello editorial de la SEP. Dirige un  Taller de Cuentos desde el año 2000, en el Centro Cultural de España “Juan de Salazar” y en la Alianza Francesa.  Cuenta con una abundante obra traducida al guarani, francés, inglés, alemán, sueco, rumano, portugués, italiano, albanés, árabe.
La obra de Renée Ferrer, tanto poética como narrativa, ha sido incluida en numerosas antologías, llevándola a participar  en Congresos de Literatura y Festivales de Poesía. Impartió conferencias sobre la literatura paraguaya y lectura de su obra en Israel, 1986,  México, 1998, Francia, (Universidades de Toulouse, Nantes, Anger, Portier) España, (Universidad de Alicante, Casa de América, Madrid), 2002, 2003, los Estados Unidos de América, (Universidades de Ohio, Georgetown, Maryland, Arizona State y Kansas Univesity , San Diego State University)  y en el  Centro Cultural del BID,  en Washington DC. 1994.
Su voz está grabada en la Biblioteca del Congreso de los Estados Unidos de América.
Su recital poético “Antología AVivaVoz” fue presentado en Asunción del  Paraguay, el Salón de las Banderas de la OEA, en Washington D.C., 2001, en la ciudad de Nueva York, 2004, y en el marco del Congreso sobre literatura paraguaya organizado por la Universidad de Alicante en 2003.
Así mismo realizó lecturas de poesía en el Instituto Cervantes de Nueva York  y  de París, como en los festivales de Poesía de Medellín, Colombia, 2001, y Noches de Poesía, en Rumania, 2002.
Fue invitada a presentar la traducción italiana de su novela Los nudos del silencio en el Instituto Italo-Latinoamericano de Roma, Universidad de Salerno, Universidad della Tuscia de Viterbo, Fondazione Casa América de Génova y la Biblioteca Nacional de Nápoles, 2005.
Ofreció su recital poético musical “Nocturnos” en la Biblioteca del Instituto Italo-Americano de Roma, en 2005.
Invitada a recibir el Premio L´Stellato por la Municipalidad de Salerno, Italia, 2006.
Invitada al Festival Internacional Ditet e Naimit, Tetova, Rca. De Macedonia, 2006.
Participó en el Festival de Poesía del Teatro de la Luna, y Biblioteca del Congreso de USA, Washington, 2007.
Invitada a la Universidad Michel de Montaigne, Bordeaux; al Simposio de Lyon “Paraguay, Isla rodeada de tierra”, a París IV para una Mesa redonda con escritores paraguayos y a dictar conferencias, 2008.
Presentó su novela Vagos sin tierra en la Maison de l´Amérique Latine de París, 2008
En 2016 es publicada en la antología Il fiore della poesia latinoamericana d'oggi (Secondo Volume: America meridionale – I)

## Premios
Sus obras se han visto reconocidas con premios nacionales, tales como “El Lector”, “La República”, “Amigos del Arte”, “los Doce del año”, “Premio Municipal de Literatura, 2010”  y “Premio Nacional de Literatura, 2011”. Entre las distinciones internacionales se destacan el:
- Premio Pola de Lena, en Asturias, España, por su cuento La Seca
- La porte des Poetes, en París, por poemas del libro El ocaso del milenio
- Premio de la UNESCO y la Feria Internacional del Libro de Buenos Aires, por su libro Desde el encendido corazón del monte
- Premio Literario Naaman, de la Maison de la Cultura Naaman, en el Líbano, por su obra completa
- Reconocimiento Especial Cervantes Chico Iberoamericano 2024, en Alcalá de Henares (España).

## Obras
- Poetisas del Paraguay (Voces de hoy), Miguel Ángel Fernández, Renée Ferrer de Arréllaga, ISBN 84-7839-096-0
- Entre el ropero y el tren, Asunción, Ediciones Alta Voz, 2004
- Itinerario del deseo (Itinerary of desire), traducción de Betsy Partyka, Ediciones Alta Voz, 2002
- La colección de relojes, Asunción, Arandura Editorial, 2001
- Renee Ferrer : poesía completa hasta el año 2000,  Asunción, Paraguay : Arandura Editorial, 2000
- El ocaso del milenio, Asunción, Paraguay : Ediciones y Arte S.R.L., 1999
- Vagos sin tierra, Asunción, Expolibro, 1999
- Viaje a destiempo, Universidad Católica Nuestra Señora de la Asunción; Biblioteca de Estudios Paraguayos, 1989
- De la eternidad y otros delirios, Asunción, Intercontinental Editora, 1997
- El resplandor y las sombras, Asunción, Arandura Editorial, 1996
- Itinerario del deseo, Asunción, Arandura Editorial, 1995
- Desde el encendido corazón del monte, Asunción, Arandura Editorial, 1994
- Narrativa paraguaya actual : dos vertientes, Encuentros, no.4 (March 1994), pp. 1-16
- Por el ojo de la cerradura, Asunción, Arandura Editorial, 1993
- El Acantilado y el mar, Asunción, Arandura Editorial, 1992
- Los nudos del silencio, Asunción, Arte Nuevo Editores, 1988
- Sobreviviente, Editiones Torremozas, Madrid, 1988, ISBN 84-86072-76-X
- Nocturnos, Asunción, Editorial Arte Nuevo, 1987
- La mariposa azul y otros cuentos, Asunción, Ediciones IDAP, Ediciones Mediterráneo, 1987
- La Seca y otros cuentos, Asunción, El Lector, 1986
- Campo y cielo, Asunción, Ediciones Mediterráneo, 1985
- Peregrino de la eternidad, Asunción, Alcándara Editora, 1985
- Desde el Cañadón de la memoria, Hamburg, Imprenta Paul Molnar, 1984
- Cascarita de nuez, Asunción, Talleres de Artes Gráficas Zamphirópolos, 1978
- Voces sin Réplica,  Renée Ferrer Alfaro, Asunción, 1967
- Hay surcos que no se llenan, Renée Ferrer Alfaro, Asunción, Editorial El Arte, 1965
- La expansión colonizadora y la fundación de Concepción